# ثيودور جينينغز
ثيودور جينينغز (بالإنجليزية: Theodore Jennings)‏ هو عالم عقيدة وكاتب ومؤلف أمريكي، ولد في 24 أكتوبر 1942.